# Северный Аккар
Северный Аккар — нефтегазовое месторождение в Казахстане. Расположено в Каракиянском районе Мангистауской области, в 20 км к северо-западу от нефтепромысла Жетыбай. Открыто в 1989 году. Промышленная разработка месторождения началась в 1992 году. Северный Аккар является частью месторождения Аккар.
Продуктивные отложения Северного Аккара являются триасового периода. Продуктивные породы находятся на глубине 2900-3200 м. Плотность нефти составляют 0,85 г/см3. Содержание парафина 19,4%. Вязкость нефти составляют 0,9 мПа/сек.
Геологические запасы нефти составляют 10 млн. тонн, а газы - 0,3 млрд. м3.
Разработка Северного Аккара ведёт казахская нефтяная компания ОАО «Мангистаумунайгаз» и его ПУ Жетыбаймунайгаз. Добыча нефти составила 25 тыс. тонн.

## Запасы и добыча
По состоянию на декабрь 2017 года геологические запасы В + C1 на месторождении Северный Аккар составляют 10,564 млн тонн нефти, а извлекаемые запасы В + C1 составляют 3,322 млн тонн нефти.
Добыча на месторождении началась с 1992 года и до конца 2017 года составила 0,60 млн тонн — около 5,7 % официально утвержденных НГЗН по категориям В + C1. Добыча ведётся 14 скважинами.